# Йожен Мартен
Йожен Мартен (на френски: Eugène Martin) е бивш пилот от Формула 1.
Роден на 24 март 1915 година в Сюрен, Франция.

## Формула 1
Йожен Мартен прави своя дебют във Формула 1 в Голямата награда на Великобритания през 1950 година. В световния шампионат записва 2 състезания като не успява да спечели точки. Състезава се за Лаго-Талбот.